# Heinrich von Kleist
Bernd Heinrich Wilhelm von Kleist, född 18 oktober 1777 i Frankfurt an der Oder, Preussen, död 21 november 1811 vid Kleiner Wannsee (idag i Berlin-Wannsee), var en tysk poet, dramatiker, novellist och publicist. Heinrich von Kleist rönte föga uppskattning under sin livstid men anses ha inspirerat andra författare.

## Biografi
Kleist blev officerselev vid 15 års ålder men övergav 1799 det militära för att påbörja studier i naturvetenskap, juridik och filosofi. 1801–1804 reste han runt i Europa och arbetade därefter som preussisk statstjänsteman. År 1807 arresterades han, under en kortare tid, av fransmännen anklagad för spionage. Tillsammans med Adam Heinrich Müller gav Kleist under året 1808 ut tidskriften Phöbus, åren 1810–1811 tidningen Berliner Abendblätter.
Kleist begick, tillsammans med sin väninna Henriette Vogel, ett noga planerat självmord vid sjön Wannsee utanför Berlin. Han sköt först Henriette och sedan sig själv. Båda två ligger begravda på en kulle vid Kleiner Wannsee.

## Utmärkelser
Asteroiden 8053 Kleist är uppkallad efter honom.

## Verk
Idéhistoriskt låter sig Heinrich von Kleist endast med svårighet bestämmas: varken inom romantikernas teori eller den klassicistiska diskursen kan författaren och hans verk på ett oproblematiskt sätt inlemmas. Man kan exempelvis peka på hur Kleists korta skrift Om marionetteatern (Über das Marionettentheater) betraktats. Den tidiga Kleist-forskningen har läst denna text mer eller mindre som en teoretisk avhandling, och försökt att tyda den i linje med annan programmatiskt formulerad estetisk teori inom romantiken. Senare tolkningsförsök – i synnerhet sådana som knutit an till dekonstruktionen – betonar tvärtom textens subversiva potential och ser det centrala inslaget som den lekfullt ironiska demonteringen av den tidstypiska estetiskt-idealistiska diskursen.
Även om man försöker placera Kleist inom romantiska strömningar måste en affinitet mellan hans dramer och den klassiska diktningen framhållas. Denna tillhörighet syns i ämnesval, på ett sådant sätt att Kleist oftast hämtar motiv ur antik mytologi (vilket närmast är ett kännetecken på klassicistisk estetik), och i sin bearbetning av ämnet håller sig inom klassisk dramaturgi. Icke destomindre överges dock, i Kleists på ytan klassicistiska dramer, grunden för den klassicistiska stilen, som skall prägla ämnesvalet: i stället för den allmänmänskliga, civiliserande elementet från den antika diktningen, låter pjäserna det egenartade, extrema och groteska träda i förgrunden.
Kleists första tragedi Schroffenstein har mycket gemensamt med Shakespeares Romeo och Julia. Den andra tragedin, Penthesilea är inspirerad av tre av Euripides dramer (Medea, Hippolytos och Bacchanterna). Liksom dessa handlar den om krigiska kvinnor och här är motivet amazondrottningen Penthesilea och den grekiske hjälten Achilles. På grund av den höga stilen i språket, de på den tiden ouppförbara stridsscenerna och den av den antika tragedin inspirerade våldsamheten fick pjäsen ingen framgång under Kleists samtid. Mer framgångsrik än de båda blev hans romantiska skådespel Das Käthchen von Heilbronn från 1808, ett poetiskt drama med medeltidsinslag, som sedan dess behållit sin popularitet.
Som komediförfattare gjorde sig Kleist ett namn med Den sönderslagna krukan, en pjäs vars genretillhörighet dock varit föremål för diskussion. Den handlar om domaren Adam som steg för steg tvingas tillstå att det är han själv som är förbrytaren. Bland hans övriga dramer märks Die Herrmannschlacht, ett historiskt drama inspirerat av slaget i Teutoburgerskogen med åtskilliga referenser till den politiska situationen i Kleists samtid, framför allt Napoleon I:s ockupation av diktarens hemland. Tillsammans med dramat Prins Friedrich von Homburg (om Fredrik II av Hessen-Homburg och Slaget vid Fehrbellin), som räknas till hans främsta verk publicerades den först 1821 av Ludwig Tieck i en utgåva med efterlämnade skrifter. Robert Guiskard, ett planerat storskaligt drama, blev aldrig mer än ett fragment.
Kleist är även en betydelsefull novellförfattare. Michael Kohlhaas (om Hans Kohlhase och Martin Luther) räknas som en av de viktigaste tyskspråkiga novellerna från denna tid. Med sin juridiska tematik och sitt enkla språk anses den vara en viktig föregångare för Franz Kafka. Bland novellerna bör även nämnas Jordbävningen i Chile, Markisinnan von O. och Den heliga Cecilia eller Musikens makt.
I motsats till vad som var vanligt för tiden har inte Kleist lämnat något tydligt estetiskt program efter sig. Det närmaste är nämnda Om marionetteatern, vars fiktiva inramning och uppbyggnad dock gör den alltför komplex för att ges en entydig innebörd. 

### Verkförteckning
- Robert Guiskard, Herzog der Normänner (Fragment), skriven 1802–1803, publicerad april/maj 1808 i Phöbus, urpremiär den 6 april 1901 på Berliner Theater in Berlin
- Schroffenstein: ofreden, publicerad anonymt 1803, urpremiär den 9 jan 1804 i Graz, översatt till svenska av Bo G. Forsberg 1994
- Den sönderslagna krukan, skriven 1803–1806, urpremiär den 2 mars 1808 på Hoftheater i Weimar, översatt till svenska av Nils Personne 1895. Filmatiserad 1937 och 1978.
- Amphitryon, skriven 1807, urpremiär den 8 april 1899 på Neuen Theater i Berlin, översatt till svenska av Horace Engdahl 1987
- Jordbävningen i Chile, publicerad med den ursprungliga titeln Jeronimo und Josephe 1807 i Cottas Morgenblatt für gebildete Stände, lätt redigerad bokutgåva 1810 i Erzählungen (band 1), översatt till svenska av Margaretha Holmqvist 1992
- Markisinnan von O., publicerad i februari 1808 i Phöbus, bokutgåva i omarbetad version 1810 i Erzählungen (band 1), översatt till svenska av Margaretha Holmqvist 1992
- Die Hermannsschlacht, avslutad 1808, publicerad 1821 (utgivare Ludwig Tieck), urpremiär den 18 oktober 1860 i Breslau (Bearbetning: Feodor Wehl)
- Penthesilea, publicerad 1808, urpremiär i maj 1876 i Königlichen Schauspielhaus i Berlin, översatt till svenska av Horace Engdahl] 1987
- Das Käthchen von Heilbronn oder Die Feuerprobe. Ein großes historisches Ritterschauspiel, skriven 1807–1808, fragment publicerat i Phöbus 1808, urpremiär den 17 mars 1810 på Theater an der Wien in Wien, bokutgåva i omarbetad version 1810
- Michael Kohlhaas, delvis publicerad 1808 in Phöbus, bokutgåva 1810 i Erzählungen (band 1), översatt till svenska av Fredrik Böök 1911 och av Erik Ågren 2007
- Katechismus der Deutschen, 1809
- Anekdoten, publicerade 1810–1811 i Berliner Abendblätter - däribland Anekdote aus dem letzten preußischen Kriege
- Tiggerskan från Locarno, publicerad den 11 oktober 1810 i Berliner Abendblätter, bokutgåva 1811 i Erzählungen (band 2), översatt till svenska av Margaretha Holmqvist 1992
- Den heliga Cecilia eller Musikens makt, publicerad den 15-17 november 1810 i Berliner Abendblätter, bokutgåva i utvidgad version 1811 i Erzählungen (band 2), översatt till svenska av Margaretha Holmqvist 1992
- Om marionetteatern, publicerad den 12-15 december 1810 i Berliner Abendblätter, översatt till svenska av Lisa Matthias och Egon Jonsson 1949
- Om hur tankarna förfärdigas steg för steg medan man talar, postumt publicerad 1878, översatt till svenska av Joachim Retzlaff 1994
- Trolovningen i Santo Domingo, publicerad den 25 mars till 5 april 1811 i Der Freimüthige, bokutgåva i omarbetad version 1811 i Erzählungen (band 2), översatt till svenska av Margaretha Holmqvist 1992
- Hittebarnet, publicerad 1811 in Erzählungen (band 2), översatt till svenska av Margaretha Holmqvist 1992
- Tvekampen, publicerad 1811 i Erzählungen (band 2), översatt till svenska av Margaretha Holmqvist 1992
- Prins Friedrich von Homburg, skriven 1809–1811, urpremiär den 3 oktober 1821 som Die Schlacht vom Fehrbellin på Burgtheater i Wien, översatt till svenska av Gösta Montelin 1927
- Prinsen av Homburg, framförd med stavdockor och i regi av Michael Meschke på Marionetteatern i Stockholm 1962

### Kleist på svenska (urval)
- Michael Kohlhaas återfinns i:

 Michael Kohlhaas (1). Lund: Bakhåll. 2007. ISBN 978-91-7742-265-5
- Den sönderslagna krukan, och Prins Friedrich von Homburg återfinns i:

Fredrik Böök, red (1927). Världslitteraturen: de stora mästerverken, del 42 (1). Stockholm: Albert Bonniers Förlag
- Penthesilea och Amfitryon är utgivna som:

Heinrich von Kleist (1987). Två dramer (1). Johanneshov: Hammarström & Åberg. ISBN 91-7638-071-8
- Samtliga Kleist noveller finns översatta i:

Heinrich von Kleist (1987). Noveller (1). Lund: Studentlitteratur. ISBN 91-44-33551-2
- En kommenterad sammanställning av brev och dokument kring Kleists liv och död finns i:

Peter Handberg (1999). Kleist - slutet (1). Stockholm: Vertigo. ISBN 91-973099-7-4

## Filmer om Kleist
- Wie Zwei fröhliche Luftschiffer, i regi av Jonatan Briel, 1969, berättar om von Kleists tre sista dagar i livet.
- Heinrich, spelfilm om Heinrich von Kleist av Helma Sanders-Brahms. Filmen fick Deutscher Filmpreis som Bästa film 1977.
- Die Akte Kleist är en TV-dokumentär om Kleist som innehåller spelscener och animation producerad av Christian Beetz 2011.
- Amour fou, film av Jessica Hausner 2014.